# بين روبرتسون
بين روبرتسون (بالإنجليزية: Ben Robertson) هو صحفي أمريكي، ولد في 22 يونيو 1903 في كليمسون في الولايات المتحدة، وتوفي في 22 فبراير 1943 في لشبونة في البرتغال.